# 行政事業レビュー
行政事業レビュー（ぎょうせいじぎょうレビュー）は、各府省が概算要求前の段階において、原則全ての事業について予算の最終的な支出先や使途といった実態を把握するため、外部の視点も活用しながら過程を国民に公開しつつ事業の内容や効果の点検を行い、その結果を予算の概算要求や執行等に反映させる取組である

## 概要
現在の行政事業レビューは、民主党政権に閣議決定された「行政事業レビュー（国丸ごと仕分け）の実施について」（平成23年6月7日閣議決定）を廃止して、「行政事業レビューの実施等について」（平成25年4月5日）に基づき、実施している。また、補助金や出資等により造成された特定の基金を活用し、事業を実施している場合には、当該基金の執行状況等を分かりやすい形で毎年公表することともしている。

## 行政事業レビューシート（行政事業総点検票）
各府省が実施している約5,000の各事業について、事業の執行状況や資金の流れを統一した様式に記載し、公表している。また、独立行政法人に対する運営費交付金にかかる事業については、運営費交付金に係るレビューシートとは別に勘定単位の財務諸表におけるセグメント単位ごとにレビューシートを作成している。

## 公開プロセス（各府省による公開自己点検）
各府省は、毎年4～6月ごろにかけて、各事業について予算が前年度に最終的にどこに支出され、どのように使われたかといった実態を把握し、事業の自己点検を行うが、この自己点検のうち、「外部の視点」を活用して「公開の場」で行うのが「公開プロセス」である。公開プロセスでは、6名の外部有識者が事業を担当する部局と議論し、その模様をインターネット生中継等で公開する。議論の結果は、外部有識者の共通意見である「取りまとめコメント」として課題や改善点が取りまとめられ、各府省はその内容を次年度の予算の概算要求に反映される。

## 秋のレビュー（秋の年次公開検証）
各府省が最終公表した行政事業レビューシートを基に、内閣官房行政改革推進本部事務局で点検の内容、結果の妥当性を精査したのち、更なる見直しの余地がある事業を対象として、行政改革推進会議の下「秋のレビュー」と呼ばれる公開検証を実施するもの。2016年(平成28年)には、初の地方開催として「大阪レビュー」を大阪大学で実施した。

## 民主党政権下
行政事業レビュー（ぎょうせいじぎょうレビュー）は、各府省に設置された予算監視・効率化チームが、各府省における予算の執行状況について、外部の視点を入れて自己点検し、公開の場で検証するものである。別名国丸ごと仕分け（くにまるごとしわけ）。
国家戦略室が、「予算編成等の在り方の改革について」（2009年10月23日閣議決定）に基づき、予算監視・効率化チームを各府省に設置を要請、その指針を示した。予算監視・効率化チームは事業の支出先や使途を把握し、予算が効率的に使われているかを自己点検する。また行政刷新会議が、レビューの手順、内容等につき、各府省に基本的なルールと枠組みを示すとともに、レビューの活動の随時チェックを行う。

### 概要
事業仕分けが2009年11月に予算削減を目的として行われたが、予算査定の段階で削減努力をしても、その前の予算要求の段階から十分な検討・見直しが行われていない場合には限界があった。また仕分け対象とすることができた事業数もわずかであり、仕分け結果を類似事業に派生させる「横串」の効果も期待されたものとは遠かった。そこで、行政刷新会議・国家戦略局は、行政事業レビュー、予算監視・効率化チームにより各府省が予算要求段階で所管事業の予算を見直すこととした。
行政事業レビューは、各府省における事業仕分けの内生化・定常化と言うべきもので、各府省が率先して、予算の支出先や使途等について十分な実態把握を行い、外部の識者等を交えた公開プロセスも含め自ら事業を点検しながら、レビューの結果を、事業の執行や予算要求等に反映するとともに、組織や制度の不断の見直しにも活用する。検討結果を翌年度の予算要求に着実に反映させることで、政策のPDCAサイクルにおけるアクション機能を強化する。
具体的には、予算監視・効率化チームが中心となってレビューの対象事業を決定し、事業ごとに予算がどこに渡り、何に使われているかに関して、現場の確認等も含め、十分な把握に努めながらレビューシートの作成や自己点検を進める。その過程で各府省において、当該対象事業の中から公開プロセスに付することが必要と判断される事業案を選定し、行政刷新会議に報告する。（各府省の選定事業の他に、あるいはその一部に替えて、行政刷新会議事務局においてさらに追加すべき事業があると判断する場合、事業の追加を求めることがあり得る。）
公開プロセスは、レビュー対象事業の一部について、レビューの内容を、公開の場で、外部有識者等を交えて、検証するものである（事業仕分けの基本原則に従う）。外部有識者は、予算監視・効率化チームに参加する外部有識者及びこれと概ね同数の行政刷新会議の指名する者が参加する。各府省は、外部有識者のために事前の事業説明、現場のヒアリング等の場を設けるとともに、その資料要求等に対応する。公開プロセスに付する事業の選定基準は以下の4点である。
- 事業の規模が大きく、または政策の優先度の高いもの。
- 長期的、継続的に取り組んでいる事業などで、執行方法や制度等に関して、改善の余地があるもの。
- 事業の執行に関して、過去に内外から問題等が指摘されているもの。
- その他、公開の場で外部の視点による検証を行うことが有効と判断されるもの。

各府省において行われた公開プロセス以外のレビューも、中間取りまとめとしてレビューシートを公表、国民から意見・提言を募集し、さらに予算内容の点検を進め、その結果を事業の執行や、年度予算の概算要求に反映させる。

### 当面の取り運び
2010年3月中旬 
- 行政刷新会議でレビューの具体的方向性を打ち出し。
- 各府省において、体制を整備し、取組みを開始。

4月
- 行政刷新会議において、各府省から、それぞれのチームの取組体制、行動計画について報告。

5月下旬～6月上旬 
- 各府省ごとに、2～3日程度公開プロセスを実施。インターネットでのライブ中継も行う。

6月
- 各府省において、公開プロセスに係るレビュー結果の中間取りまとめを公表。

7月
- その他行政事業レビューシートを公表。国民からの意見募集。

8月
- 概算要求、行政事業レビューシート最終版を公表

### 予算監視・効率化チーム

#### 構成

##### 推進体制
各府省における推進体制は以下の構成とし、全府省統一的に「予算監視・効率化チーム（以下「チーム」という。）」と呼称する。
- チームリーダー：担当副大臣※
- チーム事務局長：官房長（官房長のない省庁にあっては同等クラス）※
- チームメンバー：チームの果たすべき役割を踏まえ各府省で適切に選任、参画させる。（会計課長、人事課長、政策課長、政策評価担当課長、官房総務課長、各局総務課長、各地方支局総務部長等。）
- （政務官をチームのサブリーダーとすることが出来る。）

なお、上記のうち「同等クラス」とは総括審議官等を指す。また、各府省の判断により、チーム事務局長をより上位の職位の者（事務次官、長官等）とすることが出来る。
※ 特段の事由があり上記以外の体制とする場合には、国家戦略局と協議のうえ、定めることとする。
チームは、チームリーダーの参加の下で少なくとも四半期に１回、定例会合を開く。

##### 外部の有識者
原則として、当該定例会合にはチームの構成員たる外部有識者を参加させる。
（注）外部の有識者とは、企業実務家、学識経験者、弁護士、公認会計士、コンサルタント等であって、財務・会計、内部統制、業務効率化等に識見のある者を各府省において指名するもの。

##### 推進実務体制
チームの下部組織として、取組みの推進機能を十分発揮できる実務組織を設置する。方針では「予算監視・効率化推進グループ」というが、実際の設置にあたっては名称を問わない。

#### 予算監視・効率化チームの業務
- 予算執行計画の策定
- 予算執行計画の進捗管理と自己評価の実施
- 予算執行上の重要な決定等についての事前審査
- 行政事業レビュー
- 予算執行に関する国民の声の受付け
- 外部機関との連携
- 予算要求への反映
- 政策達成目標明示制度における進捗管理と自己評価

#### チームリーダー会合
当面の間、四半期ないし半期に一度程度、各府省のチームリーダーの参加会合を開催する。
チームリーダー会合は、予算執行の状況や予算執行・制度にかかる課題認識の共有・解決に向けた意見交換を行うとともに、各府省のグッド・プラクティスを評価しながら、これを行政横断的に取り入れていくことを目的とする。
チームリーダー会合の開催事務局は国家戦略局で担うこととする。
上記チームリーダー会合とは別途、必要に応じて、各府省横断的な事務レベルでの意見交換等の場を、国家戦略局が主体となって設ける。

#### 各府省での取り組み状況
各府省における行政事業レビューの行動計画（平成22年度4月）
- 総務省　・予算監視・効率化チーム　・行政事業レビュー
- 法務省　・予算監視・効率化チーム
- 外務省　・予算監視・効率化チーム
- 財務省　・予算監視・効率化チーム
- 文部科学省　・予算監視・効率化チーム
- 厚生労働省　・予算監視・効率化チーム　　・省内事業仕分け、行政事業レビュー
- 農林水産省　・予算監視・効率化チーム
- 経済産業省　・予算監視・効率化チーム
- 国土交通省　・予算監視・効率化チーム
- 環境省　・予算監視・効率化チーム
- 防衛省　・予算監視・効率化チーム会議　　・行政事業レビュー
- 内閣府　・予算監視・効率化チーム
- 警察庁　・予算監視・効率化チーム
- 金融庁　・予算監視・効率化チーム
- 消費者庁　・予算監視・効率化チーム
- 公正取引委員会　・予算監視・効率化チーム